# Cnemidaria stolzeana
Cnemidaria stolzeana là một loài thực vật có mạch trong họ Cyatheaceae. Loài này được L.D. Gómez mô tả khoa học đầu tiên năm 1982.